# Sötvattenkrokodil
Sötvattenkrokodil eller Johnstonkrokodil (Crocodylus johnstoni eller Crocodylus johnsoni) är en art i familjen krokodiler som lever i sötvatten i norra Australien. Hanarna kan nå en längd på 3 meter medan honorna kan bli drygt 2 meter långa. Den är ljusgråbrun men har mörka ränder på kroppen och svansen. Födan utgörs framförallt av fisk, fladdermöss, mindre kräldjur och fåglar.
Sötvattenkrokodilen är i normala fall helt ofarlig för människan. De krokodilattacker i Australien som dödat eller skadat människor allvarligt har samtliga orsakats av den större saltvattenkrokodilen. Även om sötvattenkrokodilen kan bita om den känner sig hotad har den inte tillräckligt kraftiga käkar för att allvarligt kunna skada en människa. Det finns bara en dokumenterad attack på människor av sötvattenkrokodilen vilken skedde i Kakadu nationalpark. Attacken resulterade i lindriga skador för offret som själv kunde simma därifrån.